# Landelin
Saint Landelin (Landelinus Sanctus) (env. 613-686) originaire de la région de Bapaume (Pas-de-Calais, France) est un brigand converti, devenu ermite, puis fondateur et promoteur, successivement, des abbayes de Lobbes, Aulne, Wallers-en-Fagne et Crespin. 
C'est un saint chrétien localement commémoré le 15 juin,. 

## Jeunesse
Issu d'une famille noble franque, Landelin est baptisé à l'âge de dix ans et reçoit de son parrain Aubert, futur évêque de Cambrai, une bonne éducation chrétienne, jusqu'à l'adolescence. L'élève étant à la mesure du maître, il fait de tels progrès dans les sciences et la vertu qu'Aubert envisage très tôt d'en faire un clerc .
Pourtant il préfère le quitter pour s'adonner au brigandage en bande et mener cette vie durant quelques années sous le nom de Maurosus. Ses points de chute sont un château à une demi-lieue en amont de Lobbes et une tour à Landelies. Traumatisé par la mort subite d'un compagnon et une vision de l'enfer où ce dernier a abouti, il adopte un mode de vie honnête, retourne auprès de son maître vers 643 et s'impose de vivre en monastère sous la dure règle de saint Colomban. Après six années de pénitence, il conjure Aubert de l'admettre au nombre des clercs, vers 649 .

## Sa vie de religieux
Aubert lui fait suivre les exercices des clercs et il est admis à la cléricature. Il 
entreprend un pèlerinage à Rome au tombeau des apôtres Pierre et Paul. Avant de quitter Rome, il demande la bénédiction du pape Martin Ier et après son retour à Cambrai, il se voit conférer le diaconat par Aubert; après quelque temps, il reprend le chemin de Rome et à son retour, Aubert lui confère l'ordination sacerdotale.  Il entreprend enfin un troisième pèlerinage à Rome en compagnie de ses fidèles disciples Adelin et Domitien . Le pape Martin Ier lui confie la mission d'évangéliser et lui fait présent de plusieurs reliques de saints que Landelin déposera plus tard à l'abbaye de Lobbes. 
Ses différentes expériences de vie en communauté - parmi les brigands ou en monastère - lui apprennent les devoirs et exigences de la vie communautaire. Au cours de ses voyages, il a visité bon nombre de maisons princières et d'abbayes, dont Saint-Denis près de Paris, le Luxeuil dans les Vosges dont la vie monastique communautaire est guidée par la règle de saint Colomban et enfin le Mont-Cassin, berceau de la règle de saint Benoît. 
Il revient auprès d'Aubert vers la fin de l'an 653 et vers 654, accompagné d'Adelin et Domitien, il construit le  premier oratoire de Lobbes et quelques petites cellules au confluent du ruisseau Laubacus (Laubach) et de la Sambre, théâtre de ses brigandages de jeunesse. Un grand nombre de jeunes gens souvent issus de milieux aisés se mettent sous sa conduite en adoptant la règle de saint Benoît. Ainsi commence l'abbaye de Lobbes vers 654 . 
Claude Demoulin pointe les acteurs de l'époque et leurs objectifs :
« Landelin est moins un pèlerin ordinaire qu'un chargé de mission envoyé par Aubert et la cour franque, voyant dans l'organisation monastique un puissant moyen d'ordre social. Il est probable que le Saint-Siège lui donna des directives visant à créer dans notre région un certain nombre de monastères (…). L'œuvre de Landelin sera prolongée par des membres de l'aristocratie, ainsi sainte Waudru et sainte Aldegonde et d'autres couvents seront créés, Maubeuge, Hautmont, Maroilles. L'implantation des abbayes n'était pas le fait du hasard. Même au VIIe siècle, on ne fondait pas une abbaye n'importe où ; il fallait l'assentiment du spirituel et du temporel, assentiment pour le choix du lieu s'entend puisque les fondations étaient souhaitées par les seigneurs. »
Mais Landelin souhaite vivre en ermite sous la dure règle de saint Colomban, c'est pourquoi il quitte Lobbes et s'installe à Aulne (à 10 km en aval sur la Sambre, maintenant commune de Thuin en Hainaut - Belgique) sur un terrain qu'il possède par donation. Son charisme attire – comme à Lobbes – les candidats à la vie religieuse, qui viennent gonfler le noyau de départ de ce qui évoluera vers l'abbaye d'Aulne. Mais peu de novices sont pourvus de la résistance physique de Landelin, qui est contraint de remplacer la règle de saint Colomban par la règle de saint Benoît, moins rigoureuse.
Quand la communauté d'Aulne atteint le seuil de l'autonomie, vers 665, Landelin la place sous la dépendance de Lobbes et part s'établir à Wallers (département du Nord - France) où il fonde un monastère  sur des terres offertes en 640 à sa famille par le roi Dagobert Ier et dédiées à saint Pierre et saint Paul. Il y applique la règle de saint Benoît et en confie la direction à Dodon de Wallers. Contrairement aux établissements de Lobbes, Aulne et Crespin, ce monastère ne deviendra pas une abbaye.
En 670, accompagné de ses disciples Adelin et Domitien, il s'installe sur un coin de terre dans la forêt d'Amblise, entre Mons et Valenciennes, cédée par un seigneur local, mais qu'il quitte pour un site non marécageux – futur Crespin – à un mille, où il érige en 673 une église consacrée par Aubert de Cambrai. Il fonde à cet endroit l'abbaye de Crespin (département du Nord en France) où il applique la règle bénédictine. Cette abbaye est située sur le Hogneau, affluent de l'Escaut.
Il meurt le 15 juin 686 et est inhumé dans l'abbaye de Crespin. Son disciple Adelin lui succède comme abbé .

## Ses reliques
Mâchoire et bras de saint Landelin sont vénérés dans l'église de Crespin. Cependant, en 836, la plupart des reliques furent transférées dans le village de Boke (aujourd'hui incorporé à la commune de Delbrück, en Allemagne) pour les préserver des pillages vikings.

## Homonymie
Un moine irlandais qui vint en Alsace, franchit le Rhin et vécut en ermite, aussi au VIe siècle, dans la région de Fribourg-en-Brisgau, porte également le nom de "Landelin" et a été canonisé. Il est vénéré dans l'abbaye d'Ettenheim.

## Pour compléter